# Malung-Sälenpartiet
Malung-Sälenpartiet (MSP) var ett lokalt politiskt parti i Malung-Sälens kommun.

## Historik
Partiet bildades i november 2005 på initiativ av två avhoppade centerpartister, Ann-Louise Eklund (som också är dess ordförande) och Mats Eklund. I valet 2006 fick partiet 501 röster och tre mandat i Kommunfullmäktige, vilket gjorde att partiet fick en vågmästarroll. De valde att samarbeta med Alliansen som tillsammans samverkade under namnet Samverkansalliansen. De hade 21 av de 41 mandaten i Kommunfullmäktige.
I juni 2008 valde Centerpartiet att hoppa av samarbetet inom Samverkansalliansen för att istället alliera sig med Socialdemokraterna och Vänsterpartiet. Malung-Sälenpartiets ordförande Ann-Louise Eklund, som i Kommunfullmäktige valdes till ordförande för Barn- och utbildningsnämnden under mandatperioden 2007-2010, valde att sitta kvar som ordförande i BUN mandatperioden ut, trots majoritetsskiftet, eftersom hon representerar ett oberoende parti som inte ingår i den borgerliga Alliansen.
Den nya majoriteten tog i Kommunfullmäktige i juni 2008 beslut om att återkalla alla förtroendeuppdrag i de kommunala nämnderna för att kunna välja in nya ledamöter. Detta beslut överklagades av ett antal personer (bland annat  SP:sdamöter Ann-Louise Eklund och Johan Lisra) och Länsrätten dömde till de överklagandes fördel, nämligen att beslutet var felaktigt och stred mot Kommunallagen. Kommunen fick riva upp beslutet. Kommunen överklagade till Kammarrätten men Kammarrätten vidhöll domen som Länsrätten tagit, nämligen att beslutet stred mot Kommunallagen. Kommunen har ansökt om prövningstillstånd hos Regeringsrätten.

## Valresultat
| År   | Röster | %    | Mandat  |
| ---- | ------ | ---- | ------- |
| 2006 | 501    | 7,66 | 3 av 41 |
| 2010 | 542    | 8,16 | 3 av 39 |
| 2014 | 259    | 3,93 | 2 av 39 |